# Вперед і вгору
«Вперед і вгору» (англ. Up) — американський комедійно-драматичний мультфільм, створений студією Pixar і випущений студією Walt Disney. Режисером стрічки став Піт Доктер, який разом із Бобом Пітерсоном і Томом Маккарті також долучився до роботи над її сценарієм. Головних героїв озвучили Ед Аснер, Крістофер Пламмер, Джордан Нагай і Пітерсон. У центрі сюжету — літній вдівець Карл Фредріксен (Аснер), який прив'язує тисячі повітряних кульок до свого будинку та разом із юним бойскаутом Расселом (Нагай) вирушає на ньому в подорож до Південної Америки, щоби виконати колись дану ним дружині обіцянку.
Ідея «Вперед і вгору», натхнена фантазіями про втечу від життя та людей, виникла в Доктера ще 2004 року. Разом із Пітерсном він також хотів створити фільм, сюжетним фундаментом якого була б історія сварливого та старого головного героя. Події стрічки здебільшого відбуваються на вершині пласких гір тепуї, для дослідження яких її автори відправилися в експедицію до Венесуели. Карикатурний і стилізований дизайн персонажів натхнений простими геометричними формами, що відображають особливості характеру героїв. Музику до мультфільму написав композитор Майкл Джаккіно.
«Вперед і вгору» став першою роботою Pixar у стереоформаті. Його прем'єра відбулася 13 травня 2009 року на 62-му Каннському кінофестивалі. У широкий прокат мультфільм вийшов 29 травня в США та 18 червня в Україні. Світові касові збори «Вперед і вгору» склали 735,1 млн доларів, що зробило його шостим найкасовішим фільмом 2009 року. Стрічка отримала загальне визнання критиків, які зокрема відзначили її сценарій, персонажів, візуальну складову, емоційний пролог, тонкий гумор, а також акторську роботу Аснера та музичний супровід Джаккіно. Американський інститут кіно та Національна рада кінокритиків США назвали «Вперед і вгору» одним із десяти найкращих фільмів 2009 року. На 82-й церемонії «Оскар» стрічку номінували на п'ять нагород, зокрема як «Найкращий фільм року», дві з яких зрештою виграла. Станом на вересень 2024 року «Вперед і вгору» входить до списку 250 найкращих фільмів вебсайту IMDb.

## Сюжет
Хлопчик Карл Фредріксен захоплюється відомим мандрівником Чарльзом Мунцом. Коли Мунц привозить із Південної Америки великий скелет невідомого науці птаха, його звинувачують у брехні та виключають зі складу товариства дослідників. Тоді він знову рушає до місця під назвою Райські Води, давши обіцянку, що не повернеться, поки не спіймає тварину живцем. Карл тим часом знайомиться з дівчинкою Еллі, що так само захоплюється подорожами Мунца. Вона показує хлопцю свій фотоальбом пригод і зізнається, що мріє жити біля водоспаду Райських Вод. Карл обіцяє, що зможе втілити мрію дівчинки в життя.
Згодом Еллі та Карл одружуються, ремонтують покинутий будинок, де вони вперше зустрілися, та заселяють його. Обоє працюють у зоопарку: Карл — продавцем повітряних кульок, а Еллі — наглядачем за тваринами. Подружжя мріє про дітей, однак після викидня Еллі це стає неможливим. Тоді вони починають накопичувати гроші на подорож до Райських Вод, але досягнути мети їм заважають постійні витрати на нагальні побутові потреби. Минає багато років, подружжя старіє. Еллі раптово недужає, потрапляє до лікарні та невдовзі помирає. Перед смертю вона встигає віддати Карлу свій фотоальбом.
Тепер Карл живе один, а його з Еллі будинок опиняється в центрі великої міської забудови, ініціатори якої прагнуть заволодіти земельною ділянкою старого. Одного дня Карл випадково завдає шкоди одному з будівельників, після чого суд визнає його загрозою для суспільства та направляє до будинку для пенсіонерів. Тоді старий вирішує виконати обіцянку, дану дружині, перемістивши свій будинок до Райських Вод. Він прив'язує до нього тисячі повітряних кульок, що здіймають споруду в повітря, та, використовуючи будинок як авіатранспорт, рушає до Південної Америки. В польоті він виявляє, що разом із ним летить випадковий попутник — юний бойскаут Рассел, який раніше навідувався до старого, намагаючись отримати особливий значок відзнаки за допомогу літнім людям.
Герої потрапляють у раптовий шторм, після якого будинок Карла опиняється у Південній Америці, а саме над тепуї біля водоспаду Райських Вод. Випадково випавши назовні разом із Расселом, Карл вирішує далі йти до цілі пішки, тягнучи за собою будівлю, яка досі тримається в повітрі. Шляхом старий і хлопець зустрічають великого нелітаючого птаха, якого Рассел називає Кевіном, і пса на прізвисько Даг, чий ошийник здатен озвучувати його думки людською мовою. Попри первісні заперечення Карла, тварини все ж приєднуються до компанії героїв. Пізніше старий обіцяє хлопцю, що в разі чого захистить птаха.
Наступного дня Карл і Рассел розуміють, що Кевін — самиця, що має пташенят неподалік. Пташка прямує до своїх дітей, а Карла та Рассела невдовзі оточує зграя собак із нашийниками, як у Дага. Вони ведуть героїв до свого хазяїна, яким виявляється вже похилий Чарльз Мунц, що весь цей час жив на своєму дирижаблі у Південній Америці. Під час розмови з ним Карл розуміє, що впродовж багатьох років мандрівник полював на Кевін, через що повністю втратив глузд. Після того, як Рассел проговорився про пташку, Мунц погрожує Карлу, натякаючи, що позбавив життя всіх інших дослідників, які траплялись йому в Райських Водах. Завдяки Кевін, яка виявляється неподалік, героям вдається втекти.
Карл вирішує допомогти Кевін дістатися її пташенят, однак їх все ж наздоганяє Мунц, який підпалює будинок Карла, змушуючи старого рятувати дім. Тим часом лиходій ловить пташку та летить геть на своєму дирижаблі. Після цього Карл і Рассел прямують до водоспаду, де будинок нарешті приземляється, коли в його кульках стає замало гелію. Карл заходить у свій дім, де вирішує переглянути фотоальбом пригод Еллі. Виявляється, що перед своєю смертю дружина заповнила його світлинами їхнього подружнього життя, написавши на останній сторінці: «Дякую за пригоду, тепер шукай собі нову!». Натхнений Карл виходить надвір і бачить, що Рассел за допомогою повітродуву і декількох кульок полетів рятувати Кевін самотужки. Старий викидає зі свого будинку зайві речі, щоб той став легшим і міг знову здійнятися у повітря.
Рассел дістається дирижабля, проте Мунц одразу полонить хлопця та наказує собакам викинути його за борт. Карл встигає долетіти на своєму дубинку та врятувати Рассела, після чого разом із Дагом також визволяє Кевін. Усі разом вони намагаються втекти, проте на заваді їм знову стає Мунц. В останній момент герої встигають вистрибнути назад із будинку, а Мунц, що стрибає за ними, зазнає невдачі та падає вниз, розчиняючись у хмарах. Будинок теж швидко знижується та зникає з виду. Пізніше стає відомо, що він приземлився саме біля водоспаду Райських Вод. Тепер Карл, Рассел і Даг беруть керування над дирижаблем. Вони возз'єднують Кевін із її дітлахами та повертаються додому. На церемонії нагородження бойскаутів Рассел нарешті отримує значок «За допомогу людям похилого віку». Карл, який прийшов замість відсутнього батька хлопця, натомість чіпляє йому значок, який старому подарувала Еллі, коли він вперше з нею зустрівся.

## Актори озвучування

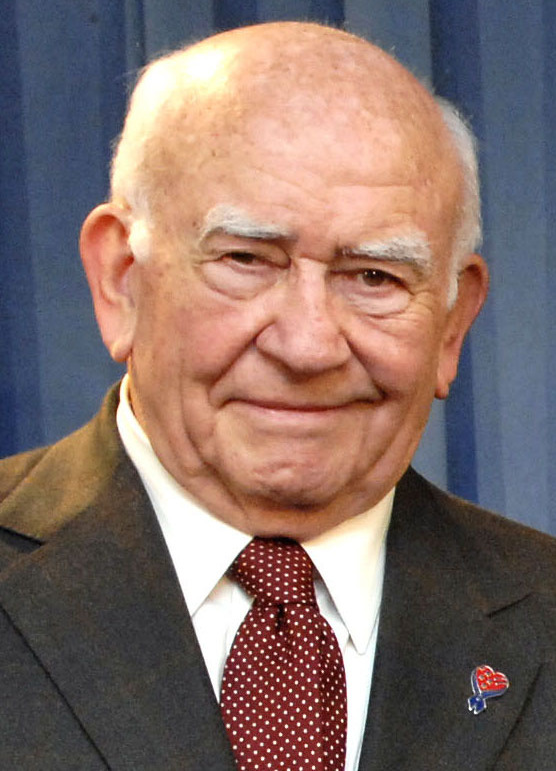
Головного героя озвучив американський актор Ед Аснер

- Ед Аснер — Карл Фредріксен (англ. Carl Fredricksen), 78-річний вдівець і продавець повітряних кульок на пенсії[2]. За словами режисера, для ролі головного героя їм був потрібен актор, здатний грати буркотливого старого та водночас залишатися комічним. Аснер, відомий своєю роллю Лу Гранта у класичному телесеріалі «Шоу Мері Тайлер Мур»[en] і його спінофі[en], підходив «ідеально»[3]. Репліки Карла були спеціально адаптовані для актора: речення зробили коротшими та додали більше слів з великою кількістю приголосних звуків[4]. Одного разу на студії звукозапису Аснер оступився та серйозно пошкодив голову, вдарившись нею об сталевий кут. Після отримання медичної допомоги він наполіг на продовженні сесії, зрештою записавши свої репліки з забинтованою головою[5].
- Джордан Нагай — Рассел (англ. Russell), 8-річний дослідник природи[6]. Спочатку персонаж задумувався більш «нестримним», але в процесі його дещо змінили, враховуючи спокійний і тихий характер Нагая. Режисер згадував, що на пізніх етапах роботи над фільмом голос хлопця почав мутувати[en], через що тон деяких записаних ним реплік довелося потім штучно підвищувати[7]. Для самого Нагая, що отримав роль у віці семи років, Рассел став першою та натепер останньою роллю в повнометражному кіно[8].
- Боб Пітерсон — Даг (англ. Dug), золотистий ретривер, нашийник якого дозволяє йому говорити[9]. Голос Дага подібний до голосу, який сам Пітерсон, за його словами, використовує в спілкуванні з власними собаками[10][11]. Фраза «Тепер ми знайомі, і я вас люблю», яку Даг говорить при першій зустрічі з Карлом, натхнена словами, які Пітерсон почув від незнайомої йому дитини, коли працював вожатим у таборі[10].
- Крістофер Пламмер — Чарльз Мунц (англ. Charles Muntz), старий дослідник і кумир дитинства Карла, який виявляється негативним героєм стрічки[6][12]. Режисер так коментував акторські можливості Пламмера: «Цей чоловік здатен читати телефонну книгу, змушуючи вас сидіти на краю крісла»[5].

Джон Ратценбергер, якого традиційно можна почути в кожному фільмі Pixar, цього разу озвучив одного з будівельників. Юну Еллі озвучила Елізабет, восьмирічна донька Доктера; спочатку планувалося, що її долучення буде тимчасовим, проте всім настільки сподобалась робота дівчинки, що вона отримала повноцінну роль у фільмі. Лідера собачої зграї Мунца на прізвисько Альфа також озвучив Пітерсон. Бету, Гамму та Омегу, інших собак цієї зграї, відповідно озвучили Делрой Ліндо, Джером Ранфт і Джош Кулі. До решти членів акторського складу входять Девід Кей (диктор кінохроніки), Мікі Мак-Говен (офіцер поліції Едіт), Денні Манн (будівельник Стів),  Дональд Фуллілав і Джесс Гарнелл (Джордж та Ей Джей, медбрати притулку «Темні дуби»). Режисер фільму Піт Доктер озвучив Штрауха, вожатого табору скаутів; також він відповідальний за звуки птаха Кевін.

### Український дубляж
Українською мовою фільм дубльовано студією Le Doyen на замовлення Disney Character Voices International. Режисер дубляжу — Анна Пащенко, перекладач — Федір Сидорук. Головні ролі дублювали такі актори:
- Віктор Черняков — Карл Фредріксен
- Валерій Шептекіта — Чарльз Мунц
- Михайло Жогло — Рассел
- Юрій Ребрик — Даг
- Михайло Жонін — Альфа
- Юрій Коваленко — Бета
- Сергій Солопай — Гамма
- Єлизавета Пріма — Еллі

## Історія створення
Робота над фільмом почалася 2004 року. Режисером та сценаристом стрічки став Піт Доктер, один із ветеранів Pixar, який до того створив «Корпорацію монстрів» (2001). Разом із ним до проєкту як співрежисер і сценарист доєднався Боб Пітерсон. Невдовзі Пітерсону довелося відлучитися, щоби допомогти з роботою над «Рататуєм», після чого його на три місяці замінив Том Маккарті, режисер і сценарист стрічки «Станційний доглядач» (2003), що була одним із головних джерел натхнення для «Вперед і вгору». Загалом написання сценарію зайняло близько трьох з половиною років. Процес анімації, своєю чергою, тривав майже рік. Продюсером стрічки вперше у своїй кар'єрі став Джонас Рівера. Загальний бюджет фільму, без урахування витрат на маркетинг, склав близько 175 млн доларів.

### Концепція та ідея

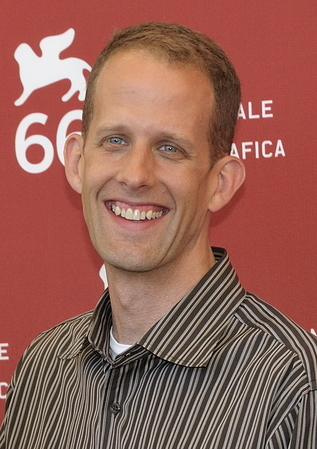
Режисер фільму Піт Доктер порівнює власний сварливий характер із характером головного героя

Концепція «Вперед і вгору» була натхнена фантазією про летючий будинок як засіб втечі від світу, що стає занадто нестерпним. Режисеру, що зазвичай важко зносив перебування в соціумі, ця ідея була особисто близька. Також Доктер і Пітерсон давно хотіли створити фільм, головним героєм якого був би буркотливий старий; на їхню думку, це мало великий потенціал для жартів. Отже, історія «Вперед і вгору» виникла як поєднання цих двох елементів: герой похилого віку та його будинок, здатний літати. Крім того, режисер згадував колись намальований ним на серветці ескіз, на якому він зобразив старого з купою повітряних кульок у руці. Саме на основі цього рисунку зародилася первісна ідея стрічки.
За словами Доктера, на створення фільму його надихнуло спілкування з такими ветеранами анімаційної студії Walt Disney, як Френк Томас, Оллі Джонстон і Джо Грант. Особливо він відзначав саме Гранта, відомого своєю роботою над «Дамбо» та «Білосніжкою». Незадовго до своєї смерті аніматор особисто схвалив концепцію мультфільму та дав поради щодо її покращення. Окрім того, особливості характеру Гранта були відображені в Еллі, дружині Карла — вона всім на світі цікавиться та завжди готова до чогось нового. Доктер згадував, що Грант постійно наголошував на важливості «емоційного підґрунтя» в кожному фільмі. У «Вперед і вгору» таким «підґрунтям», яке має резонувати з глядачем і на довгий час відкладатися в його пам'яті, стала історія життя Карла.
В чорновому проєкті «Вперед і вгору» Карл планував політ у небо лише задля возз'єднання зі своєю покійною дружиною. Доктеру ця ідея, що нагадувала дивний план самогубства, не подобалася. Тоді автори фільму вирішили, що головний герой повинен мати певну нездійснену мрію, яка зрештою змусила б його рушити з місця. Так у сюжеті з'явилися нереалізовані плани подружжя народити дітей і відвідати Південну Америку. Додатковою мотивацією для Карла летіти якомога далі стали девелопери, що мріють заволодіти його земельною ділянкою. Частково ідея «Вперед і вгору» натхнена спогадами його творців про членів власних родин, зокрема дідусів і бабусь. Пітерсон, наприклад, згадував, що його дід завжди мріяв відвідати Огайо, проте ніколи не мав такої можливості. Доктер характеризував свій мультфільм як історію, де старий головний герой має відшукати своє місце у всесвіті та віднайти зв'язок із коханою людиною, якої більше немає. Головною темою стрічки він називав визначення такого поняття, як «пригода». Історією Карла й Еллі творці «Вперед і вгору» хотіли донести до глядача думку, що справжньою «пригодою» можуть бути не лише дивовижні подорожі, але й сповнене дрібниць сімейне життя.

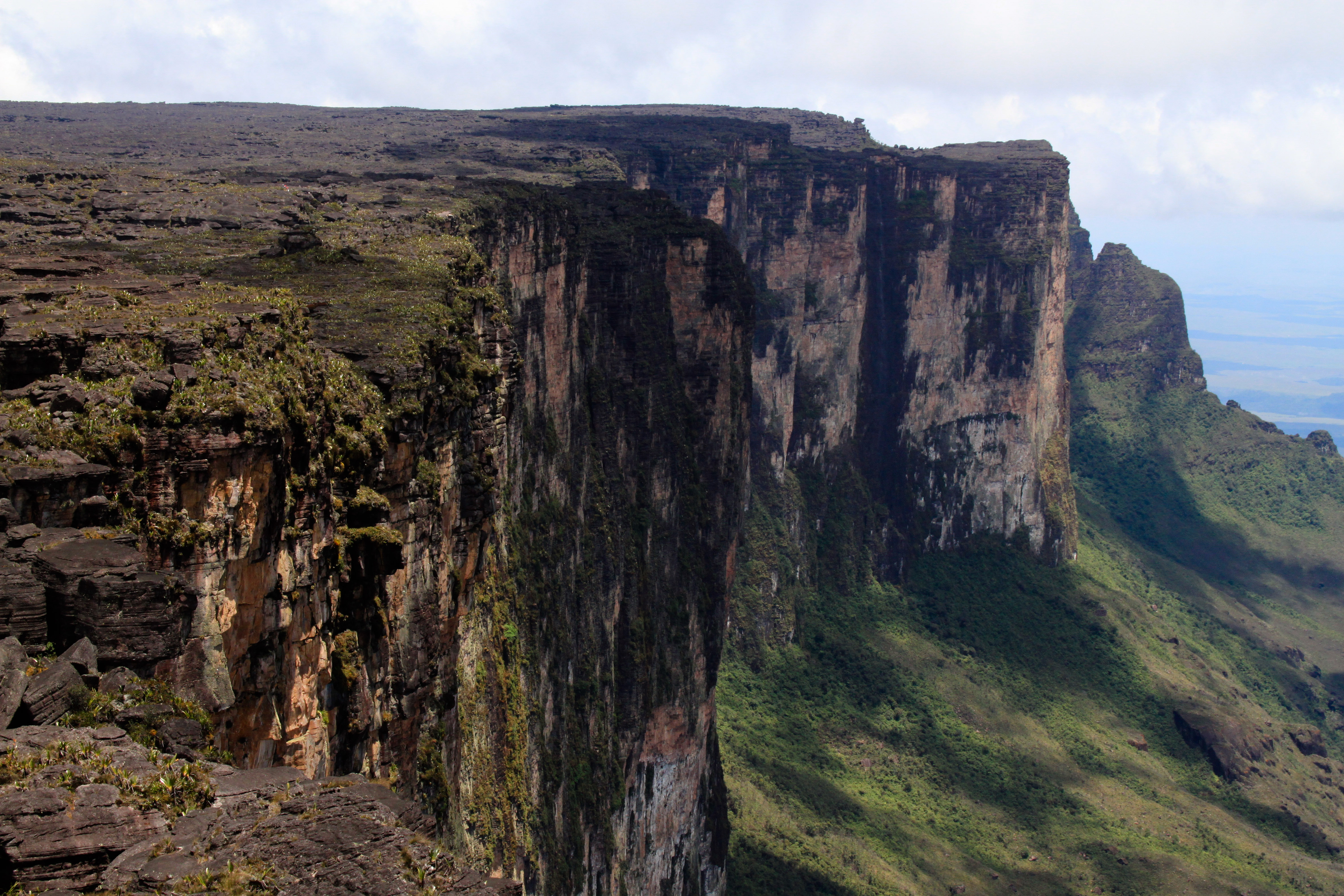
Значна частина подій фільму відбувається на вершині пласких південноамериканських гір тепуї

Головним місцем дії мультфільму його автори хотіли зробити локацію, де Карл міг би опинитися з Расселом без жодної змоги позбутися хлопця. Спочатку Доктер мав на думці тропічний острів посеред Тихого океану, але зрештою така ідея здалася йому банальною. Після перегляду одного документального фільму він дізнався про столові гори Південної Америки під назвою тепуї, що одразу привернули його увагу. На думку режисера, ці недосяжні для людей скелі були втіленням концепції «островів у небі». Рівера, своєю чергою, називав їх відокремленим від усього «загубленим світом», що добре вписувався в пригодницьку історію. Пітерсон стверджував, що тепуї по суті були відображенням Карла — вони «старі, самотні, суворі та небезпечні», водночас мають власну глибинну красу.
Джерелами натхнення для «Вперед і вгору» режисер називав «Касабланку», «Різдвяну пісню» та «Це дивовижне життя» — історії переродження людей, які щось втратили, проте знову віднайшли привід жити далі. Також автори мультфільму надихалися маппетами, аніме Хаяо Міядзакі та стрічками «Дамбо» (1941), «Аліса в країні чудес» (1951) та «Пітер Пен» (1953). Вже в процесі створення «Вперед і вгору» Доктер переглянув фільми «Фіцкарральдо» (1982) та «Місія» (1986), які виявились частково подібними до ідей мультфільму. Попри певні паралелі між «Вперед і вгору» та «Чарівником країни Оз», режисер стверджував, що вони всіляко намагалися уникнути повторення елементів дитячого роману.

### Персонажі

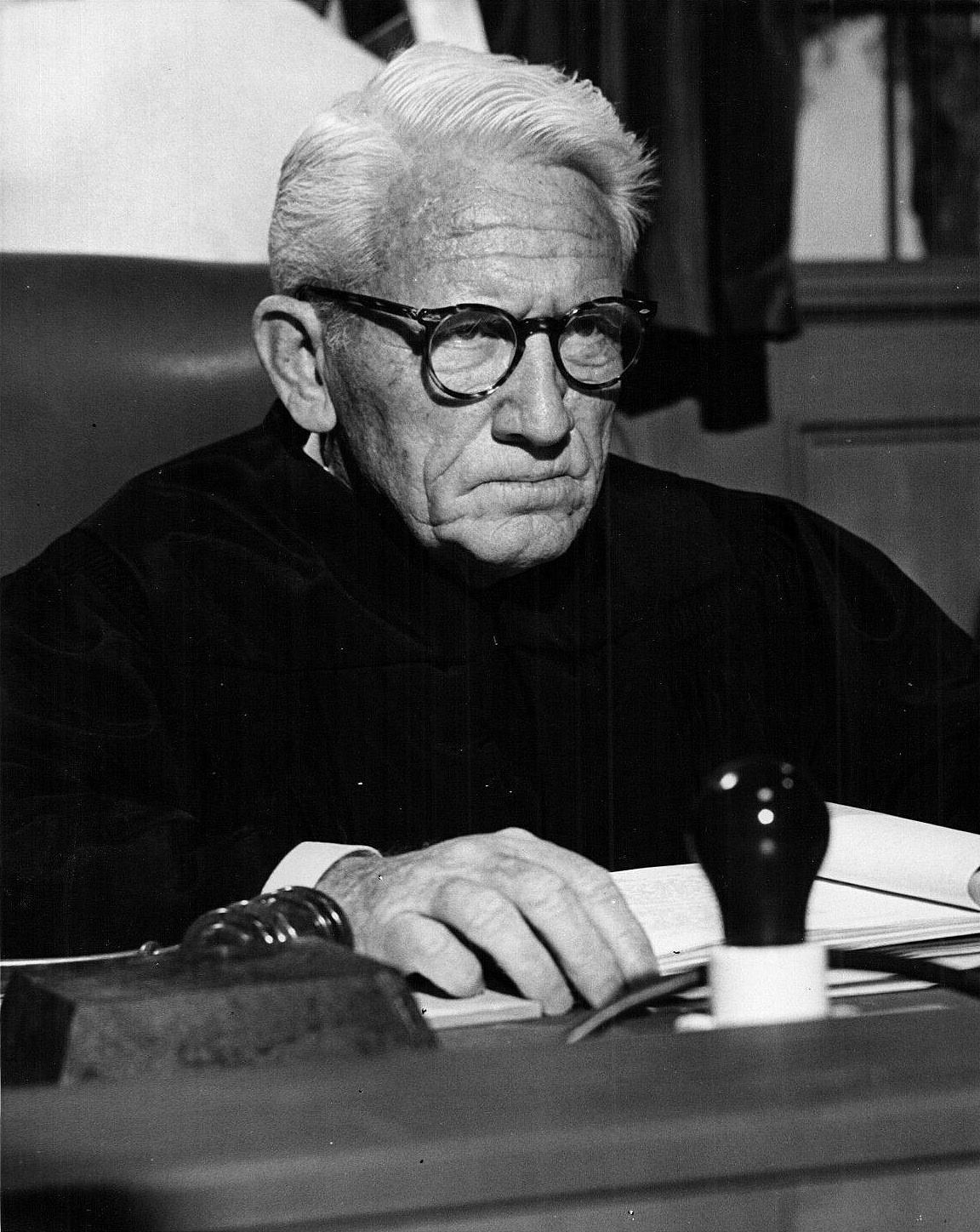
Спенсер Трейсі став одним із прототипів головного героя

Головними прототипами для створення героя Карла Фредріксена стали актори Спенсер Трейсі, Волтер Меттау та Джеймс Вітмор. Окрім того, за словами режисера, вони надихалися героями коміксів Джорджа Бута, що колись публікувалися в журналі The New Yorker. Творцям фільму здавалася цікавою ідея зі старим та сварливим головним героєм, оскільки для них це було чимось новим, чого вони ще ніколи не робили. Доктер стверджував, що подібні персонажі зазвичай подобаються авдиторії, бо в реальному житті люди завжди готові пробачати старим багато речей, які іншим би не зійшли з рук. В рамках власного дослідження творці фільму навідувалися до будинків для літніх людей, де разом із грою на музичних інструментах для постояльців потайки робили нотатки та ескізи.
Персонаж Рассела був доданий в історію Томом Маккарті. Самого героя було створено на основі одного з аніматорів Pixar Пітера Сона, який до того озвучив Еміля в «Рататуї», а також став режисером короткометражного мультфільму «Мінлива хмарність», що демонструвався в кінотеатрах перед показами «Вперед і вгору». Окрім того, Доктер надихався другом свого власного сина — юним бойскаутом із таким самим іменем Рассел. За словами режисера, контраст між енергійним Расселом і Карлом добре підкреслював інертний характер останнього, а слова хлопця про те, що найбільше в житті йому пам'ятаються саме нудні речі, мали б спонукати Карла до цінування маленьких пригод у власному житті.
Персонаж Дага уособлював усіх собак, яких Пітерсон мав впродовж власного життя. Постійні відволікання пса на білок також натхненні грою, в яку сценарист любив грати зі своїми улюбленцями. Сам Даг, як і Рассел, за сюжетом грає роль ментора для Карла. Він вчить старого, що потрібно не боятися давати шанс новим відносинам у своєму житті, коли є така можливість. На ранніх етапах роботи над фільмом, коли Рассела ще не було в сценарії, в авторів виникла ідея дати Дагу нашийник, здатний інтерпретувати думки собак. Так за відсутності людських супутників Карл мав би змогу принаймні з кимось поговорити. Водночас Доктер прагнув зробити собаче спілкування у «Вперед і вгору» максимально правдоподібним, схожим на те, яке теоретично могли б мати тварини в реальному житті, уникаючи тим самим поширених у кіно кліше. Для реалістичного відтворення собачої поведінки аніматори вивчали відеоролики ветеринара Єна Данбера. Зокрема вони досліджували, як інші собаки поводяться поряд із альфою, головною твариною зграї.
Персонажа Чарльза Мунца створено на основі авантюристів і винахідників Чарльза Ліндберга і Говарда Г'юза, а його зовнішній вигляд частково натхнений рисами Еррола Флінна та Волта Діснея. Також, за словами Доктера, вони надихалися такими видатними дослідниками 1930-х років, як Руаль Амундсен і Персі Фосетт. Кевін додали в історію як мету, заради якої Мунц рушав би до Південної Америки та лишався б там упродовж багатьох років. Доктер порівнює пташку з Бу, персонажем «Корпорації монстрів», оскільки її поведінка така ж непередбачувана. У додатку до фізичного видання фільму є відеокоментар, де розповідається про низку альтернативних версій історії Мунца, що спочатку розглядалися авторами. Наприклад, Кевін мала б бути магічним птахом, чиї чудодійні яйця дарували б досліднику вічну молодість, але цю ідею зрештою відкинули.

### Дизайн та анімація

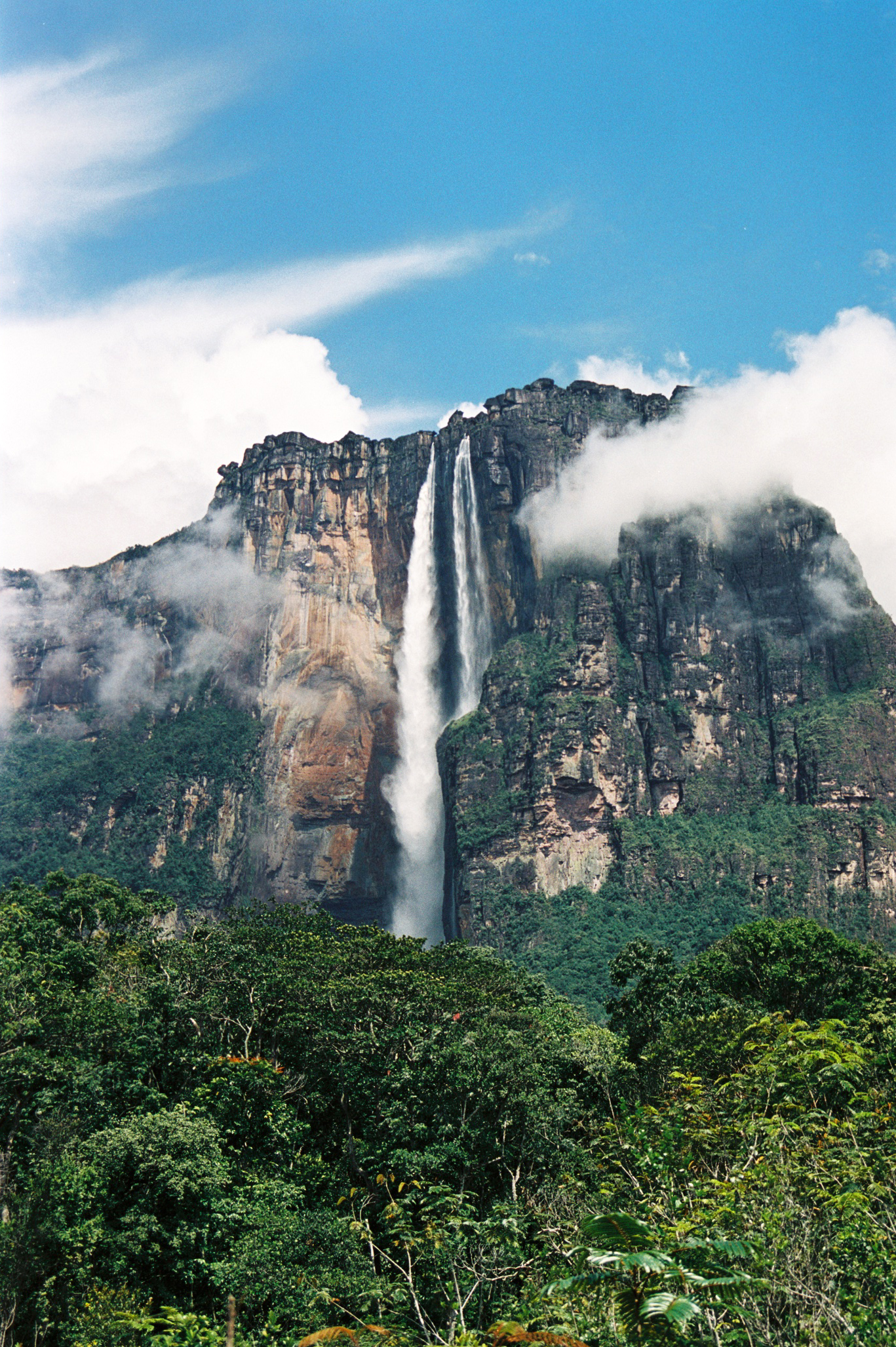
Прообразом вигаданих Райських Вод став Анхель, найвищий водоспад світу

2006 року творці «Вперед і вгору» особисто вирушили до Венесуели, щоби на власні очі побачити столові гори тепуї. Організатором їхньої 10-денної експедиції став Адріан Воррен — автор відео, що надихнуло режисера на використання столових гір у фільмі. В рамках подорожі Доктер і решта відвідали скелі Кукенан, Рорайма й Ауян, зробивши чимало ескізів, фото та відео. Перебуваючи в горах, вони намагалися поставити себе на місце головних героїв стрічки, для чого, наприклад, ночували в таборі, розбитому на одній із вершин. За словами режисера, вони хотіли, щоби світ, зображений у мультфільмі, не виглядав фантастично, проте рослини та тварини, побачені ними в Південній Америці, були настільки далекими від реальності, що їхнє правдоподібне відтворення стало справжнім викликом для аніматорів. На думку Воррена, творцям стрічки вдалося надзвичайно точно зобразити тропічний регіон, зокрема його погодні явища, кам'яні утворення та унікальні рослини.
Щоби фантастична подорож Карла мала правдоподібний вигляд, автори мультфільму вирішили відмовитися від фотореалізму в дизайні героїв, натомість зобразивши їх у простому карикатурному стилі. В такий спосіб Доктер також прагнув уникнути ефекту «моторошної долини», від якої, на його думку, свого часу постраждала «Історія іграшок». У «Вперед і вгору» дизайн кожного персонажа натхнений певною геометричною формою, яка своєю чергою уособлює його характер. До прикладу, Карл надає перевагу проведенню часу вдома та загалом противиться будь-яких змінам у власному житті. Це відобразили в його дизайні з використанням квадратів. Елі, дружина Карла, навпаки, має округлі форми. Контраст між членами подружжя також можна помітити у світлинах, що висять на стінах у їхнього будинку: всі фото Карла у квадратній рамці, а фото Елі — в овальній. Рассел, повна протилежність Карла, дуже активний і нетерплячий, тому має форму повітряної кульки. Голова Мунца має форму ромбу, що уособлює собою перевернутий квадрат, тобто альтернативну версію Карла. За словами Доктера, карикатурний дизайн героїв мультфільму натхнений роботами мультиплікатора Альберта Гіршфельда.
Попри прості форми Рассела, дизайн його окремих деталей є дуже комплексним і детальним. Художник-постановник «Вперед і вгору» Рікі Нєрва відзначав складність відтворення різних видів тканини, з якої складається одяг героя. Доктер теж називав правдоподібну анімацію одягу, який носять карикатурні герої, найбільшою технологічною проблемою, що виникла при створенні мультфільму. До прикладу, голова Карла три фути завширшки, а його зріст — п'ять футів. Щоби реалістично зобразити рух одягу такого непропорційного персонажа, творцям «Вперед і вгору» довелося ігнорувати справжні закони фізики та винайти власні. Окрім того, для анімації усіх 10-20 тис. повітряних кульок, завдяки яким Карл здіймає свій будинок у повітря, їм довелося значно розширити можливості свого програмного забезпечення для анімації. За словами режисера, реальна кількість гелієвих кульок, яка б знадобилася Карлу, без урахування ваги самих кульок і мотузок для їх прив'язування, дорівнює приблизно 26,5 млн. Також для цього було б достатньо близько 153 000 метеозондів.

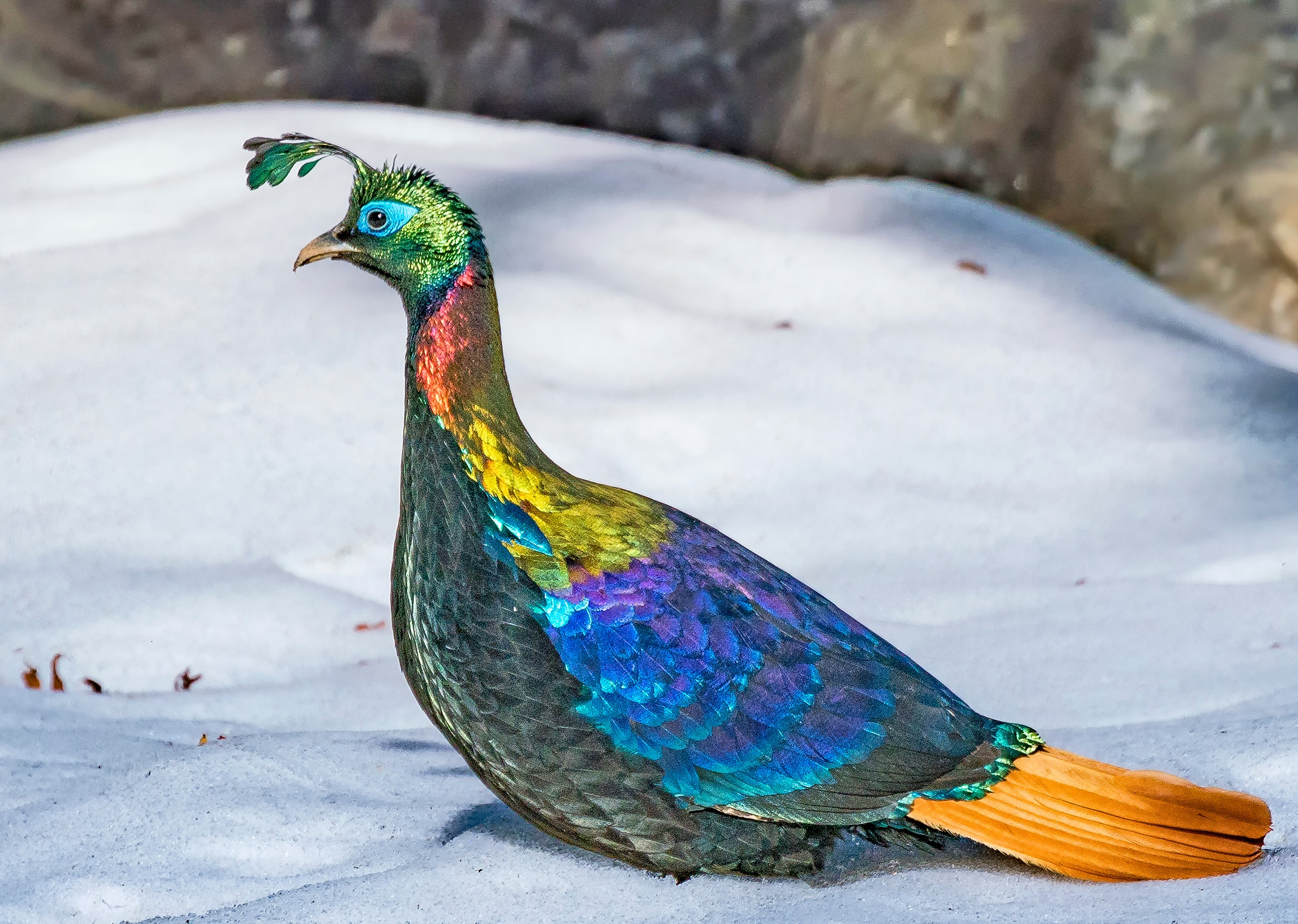
Райдужне пір'я Кевін натхненно кольорами гімалайського монала

На відміну від худих і м'язистих собак Мунца, золотистий ретривер Даг має надмірну вагу. Щоби правдоподібно його анімувати, дизайнери фільму відвідали місцевий притулок для собак і дослідили, як у псів із надлишковою масою тіла звисають шерсть і зайвий жир. За словами Нєрви, прообразом Дага став собака, відео з яким Доктер випадково побачив в інтернеті, коли шукав собі улюбленця для прихистку. Дизайн Кевін, рідкісної 13-футової нелітаючої пташки, натхнений рисами гімалайського монала, якого художники фільму побачили наживо у зоопарку Сакраменто. Також дизайнери привезли до кампусу Pixar в Каліфорнії живих страусів, щоби дослідити особливості їхньої будови та рухів. Страусове пір'я, крім того, стало основою для моделювання пір'я Кевін, чия текстура виявилась окремим технологічним викликом для аніматорів.
«Вперед і вгору» став першою стрічкою Pixar у стереоформаті. Від початку мультфільм створювався у звичайному двовимірному форматі, але вже в процесі Джон Лассетер, один із ветеранів Pixar, запропонував його авторам спробувати 3D-технологію, яка на той момент вже була достатньо розвинутою. Доктер і його команда провели власне дослідження та склали список того, що їм подобається та не подобається в новому форматі. На відміну від поширеної в кіно практики, режисер хотів використати 3D у вишуканіший спосіб, як ще один інструмент для передачі емоцій сцени на рівні зі світлом і кольором. За словами Доктера, нова технологія ніяк не вплинула на їхній підхід до історії фільму, а також на якість традиційної двовимірної версії. Всі сцени «Вперед і вгору» створювалися першочергово у 2D, а потім окремою командою конвертувалися в 3D.

### Кастинг
У кастингу на роль Рассела брало участь близько 500 дітей. Американець японського походження Джордан Нагай, що прийшов на прослуховування разом зі своїм братом, спочатку не входив до їхнього числа, однак через надмірну балакучість хлопця продюсери фільму одразу звернули на нього увагу. Також Нагай вирізнявся тим, що, на відміну від інших дітей, не був професійним актором, завдяки чому звучав правдоподібно та невимушено. Врешті-решт після низки пробних прослуховувань він отримав роль, однак Доктеру потім довелося всіляко заохочувати сором'язливого хлопця до процесу озвучування. Наприклад, коли Рассел мав звучати схвильованим, режисер просив Нагая побігати та пострибати перед записом кожної репліки. Для сцени, де Кевін колише та лоскоче Рассела, Доктер підіймав хлопця догори ногами та справді його лоскотав.

### Музика
«Вперед і вгору» стала третьою після «Суперсімейки» (2004) та «Рататуя» (2007) стрічкою Pixar, музику для якої написав композитор Майкл Джаккіно. Автори мультфільму хотіли, щоби його музичний супровід нагадував музику класичних фільмів 1940-х і 1950-х років, зокрема стрічок режисера Френка Капри та мультфільмів «Дамбо» та «Бембі». На думку Доктера, написаний композитором саундтрек був достатньо магічним і поетичним і відповідав духу «містичної метафори», якою є подорож Карла. Створення музичного супровіду «Вперед і вгору» відбувалося в тісній співпраці між Доктером і Джаккіно: режисер словами пояснював, яка емоція йому потрібна для тої чи іншої сцени, а композитор інтерпретував це, використовуючи музику.

## Прем'єра та прокат

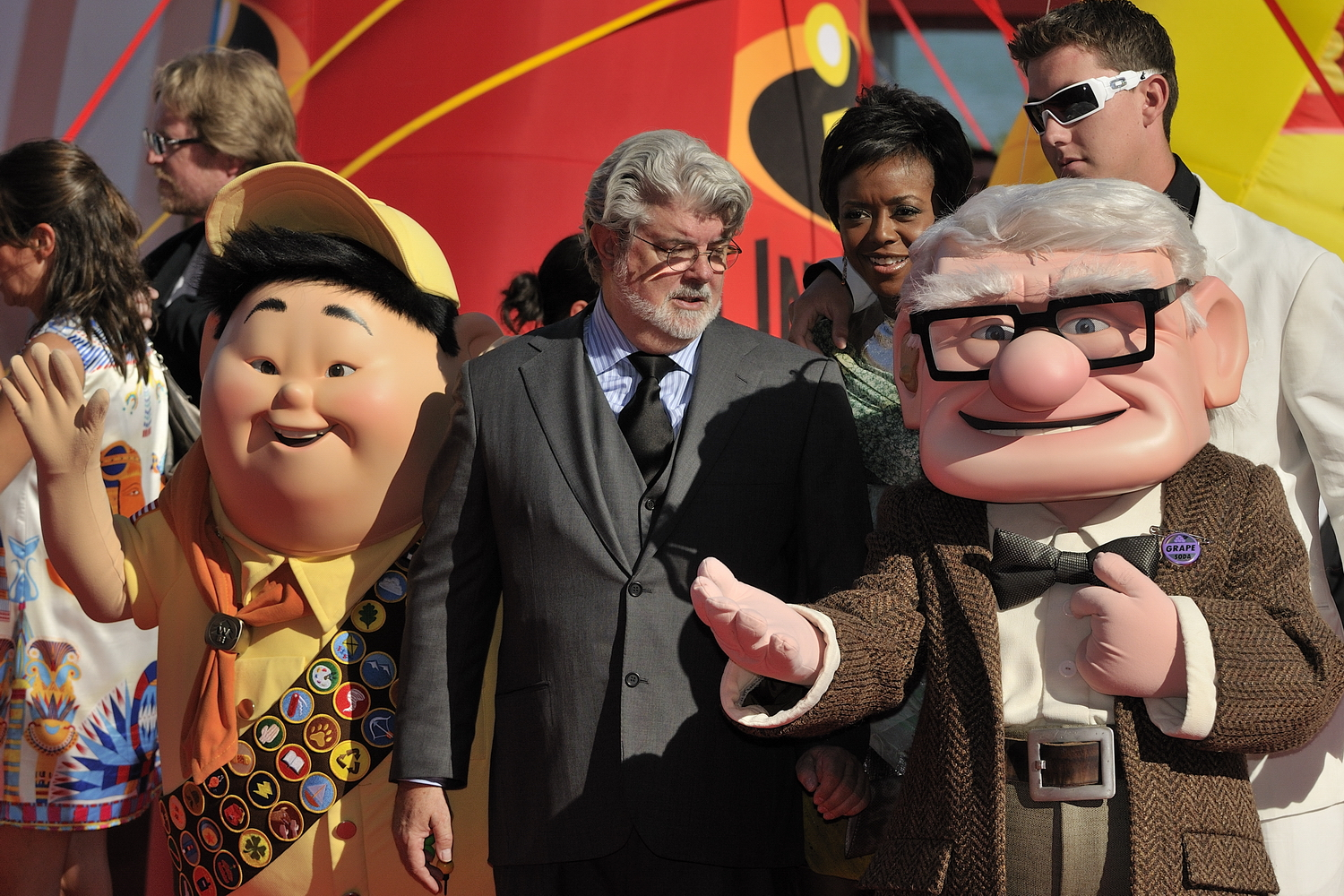
Джордж Лукас разом із ростовими ляльками Карла та Рассела на Венеційському кінофестивалі (2009)

Прем'єра «Вперед і вгору» відбулася 13 травня 2009 року на 62-му Каннському кінофестивалі. Стрічка стала першим фільмом Pixar, показаним у Каннах, а також першим в історії анімаційним фільмом і першим фільмом у стереоформаті, якому випала нагода відкрити фестиваль. У США прем'єра «Вперед і вгору» відбулася 16 травня у голлівудському кінопалаці El Capitan. У широкий американський прокат вихід фільму спочатку планувався на 12 червня, проте згодом його перенесли на 29 травня. В Україні прем'єра фільму відбулася 16 червня 2009 року. У Колумбії стрічка отримала несподіваний розголос через схожість Карла з експрезидентом країни Хуліо Сезаром Турбаєм.
10 листопада 2009 року «Вперед і вгору» вийшов на Blu-ray і DVD. Фізичні копії мультфільму містять низку ексклюзивних матеріалів, зокрема два короткометражні фільми, документальні фільми про створення стрічки та авторські коментарі. Видання Blu-ray додатково включає ексклюзивні ігри та вісім документальних фільмів. В iTunes стрічка була доповнена ексклюзивним короткометражним мультфільмом про медбратів Джорджа й Ей Джея, який пізніше також з'явився в доступі на YouTube. 2020 року «Вперед і вгору» вийшов у форматі 4K Ultra HD Blu-ray.

## Касові збори
«Вперед і вгору» заробив 293 млн доларів у прокаті США та Канади та 442,1 млн доларів у прокаті решти країн, зібравши в сумі понад 735 млн доларів. На момент виходу стрічка стала другою після «В пошуках Немо» (2003) найуспішнішою роботою Pixar, а також посіла шосте місце в списку найкасовіших фільмів 2009 року. В Україні за період прокату, що відбувався впродовж майже всього літа, «Вперед і вгору» зібрав 614 000 доларів. У Північній Америці екзитполи показали, що мультфільм насамперед став фаворитом для сімейного перегляду: 53 % його аудиторії були жінками, а 57 % — діти віком до 17 років.
Дебютувавши в прокаті в 3766 кінотеатрах (1530 у 3D), «Вперед і вгору» заробив 21,4 млн доларів за день прем'єри та 68,2 млн доларів загалом за перший тиждень прокату. На деякий час він став 3D-фільмом з найбільшими зборами за перший вікенд, але того ж року це досягнення перевершив фільм «Аватар». У другі вихідні касові збори стрічки впали до 44,3 млн доларів, а в треті — до 30,5 млн доларів; це стало найповільнішим спадом для фільму Pixar із часів виходу «Немо». Показ фільму в США та Канаді завершився 5 грудня 2009.

## Критичні відгуки

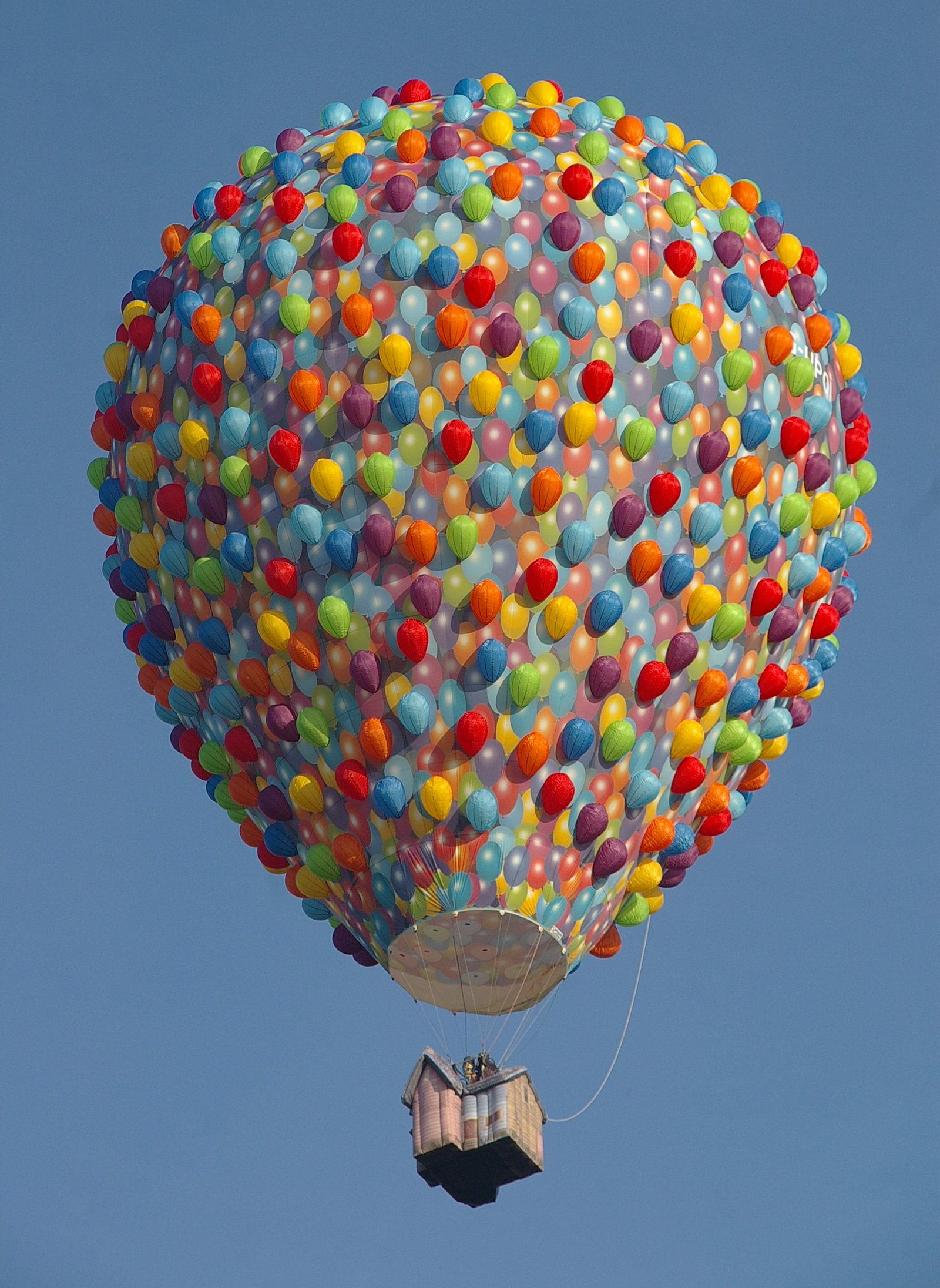
Повітряна куля, що імітує вигляд летючого будинку Карла Фредріксена

«Вперед і вгору» отримав загальне визнання з боку критиків. На агрегаторі рецензій Rotten Tomatoes рейтинг схвалення фільму, що ґрунтується на 297 професійних відгуках, дорівнює 98 %. Середня оцінка критиків — 8,7/10. Консенсус вебсайту стверджує: «На додачу до чергової візуальної насолоди від Pixar, фільм пропонує бездоганно продуману, дотепну та глибоку історію. Це захоплива, кумедна та зворушлива пригода». Інший вебсайт-агрегатор Metacritic на основі відгуків 37 критиків поставив «Вперед і вгору» оцінку 88 зі 100. Глядачі, опитані CinemaScore, дали мультфільму середню оцінку A+ за шкалою від A+ до F.
Кінокритик Роджер Іберт оцінив «Вперед і вгору» на чотири зірки з чотирьох, назвавши його «дивовижним фільмом» з максимально правдоподібними героями. Оглядач журналу The Hollywood Reporter описав стрічку як «чарівну, зворушливу та, мабуть, найсмішнішу роботу Pixar», а також «квінтесенцію всіх фірмових штрихів» студії. Критик газети San Francisco Chronicle найцікавішими елементами фільму назвав його «економність» та емоційність історії головного героя; водночас він розкритикував «Вперед і вгору» за нудні сцени всередині фільму, єдина мета яких — задовольнити дитячу аудиторію. Тодд Маккарті, оглядач журналу Variety, теж вказав на значну кількість моментів, розрахованих виключно на дітей. Утім він написав, що «Вперед і вгору» — це «надзвичайно вишукана картина, суть якої, на відміну від багатьох інших мультфільмів, не полягає лише в сенсорному навантаженні та гучності». На думку Анни Купінської, критика українського видання «УП. Життя», фільм «нагадує яскраву кольорову іграшку „для найменших“, яка є простою та водночас здатна навчати, розвивати і разом з тим захоплювати». Оглядачка оцінила «Вперед і вгору» на п'ять із п'яти балів, зазначивши, що фільм, який «може здатися занадто сентиментальним та моралізаторським», все ж здатен «достукатися до сердець вдячних глядачів».
Переважно позитивно в пресі сприйняли персонажа Карла Фредріксена, якого низка критиків порівняла з актором Спенсером Трейсі. Тодд Маккарті схарактеризував героя як помісь Трейсі та Волтера Меттау, а оглядачка журналу Entertainment Weekly описала його зовнішність як щось середнє між тим же Трейсі та героєм коміксів Джорджа Бута. Кінокритик газети The Wall Street Journal відзначив, що своєю приємною грубістю Карл нагадує актора Бастера Кітона, проте зауважив, що ця особливість персонажа згодом стає надто «виснажливою та повторюваною». Чимало медіа високо оцінили роботу Еда Аснера, відповідального за голос Карла. Деякі критики порівняли озвучування актора з його власним втіленням Лу Гранта.
Багато журналістів високо оцінили пролог фільму, в якому розповідається історія життя Карла та його дружини Еллі. Критик порталу ReelViews стверджував, що в жодному мультфільмі не бачив настільки «серйозної та сильної» передісторії, а оглядачка USA Today назвала перші вісім хвилин фільму «найзворушливішим і найефектнішим кінорядом», що без слів розповідає про всі значущі події в житті головного героя. На думку редактора газети The Boston Globe, пролог «Вперед і вгору» — «найкраща короткометражна робота Pixar», а автор журналу Empire назвав вступну частину фільму настільки «яскравою та зворушливою», що лише заради неї варто витратити гроші на квиток у кіно та побачити стрічку. Редактор порталу Salon водночас зауважив, що зображення шлюбного життя Карла й Еллі більше схоже на «рекламу клею для зубних протезів», ніж на справжні романтичні стосунки.
Американці азійського походження позитивно відгукнулися про наявність у мультфільмі азійського персонажа, яким є Рассел. У виданні Mochi Magazine відзначили, що вперше у стрічці Pixar головним героєм став американець азійського походження, а в газеті AsianWeek похвалили анімаційну студію за те, що для озвучування героя-азіата вони взяли азійського актора — американця японського походження Джордана Нагая. Media Action Network for Asian Americans — організація, що опікується репрезентацією американців азійського походження у мистецтві, — у власному пресрелізі теж оцінила кастинг Нагая на роль, також відзначивши, що, на відміну від поширеної в кіно практики, етнічні риси Рассела у «Вперед і вгору» були зображені не стереотипно. Редактор видання SlashFilm водночас висловив нерозуміння щодо того, чому Pixar жодним чином явно ніде не говорить про можливе походження Рассела, зокрема в матеріалах рекламної кампанії мультфільму. East West Players, організація, що спеціалізується на театральних виставах з американцями азійського походження, 19 квітня 2010 року визнала Нагая «акторським проривом року», а також відзначила Pixar нагородою за внесок студії у репрезентацію представників азійської меншини.
Окремо в пресі відзначили стосунки між Карлом і Расселом, музикальний супровід Майкла Джаккіно та візуальна складова фільму, зокрема сцена, де будинок Карла вперше здіймається в повітря. Низка критиків також оцінила вдале використання технології 3D, хоча все ж порадила дивитися двовимірну версію стрічки. Журналісти порівнювали «Вперед і вгору» з фільмами «Фіцкарральдо», «Чарівник країни Оз», «Це дивовижне життя» та «Про Шмідта», роботами Чарлі Чапліна, Альфреда Гічкока та Хаяо Міядзакі, а також попередньою стрічкою Pixar — «ВОЛЛ-І». Еллі деяким критикам нагадала героїню «Суперсімейки» Еластику, а пташка Кевін — дорожнього бігуна із серії коротких мультфільмів Warner Bros.
Різні видання неодноразово включали «Вперед і вгору» до власних переліків кращих фільмів. Наприклад, 2020 року він потрапив до професійного рейтингу найкращих фільмів XXI століття, упорядкованого журналом Empire. Кілька часописів, зокрема Entertainment Weekly (2009), IGN (2010), Time (2011), USA Today (2018), Rolling Stone (2019), Esquire (2020), Parade, Empire і Time Out (2021), у різний час віднесли його до переліку найкращих анімаційних фільмів. У грудні 2021 сценарій фільму посів 33-тє місце в списку «101 найкращий сценарій XXI століття», складеному Гільдією сценаристів Америки.

## Пов'язане
2009 року як доповнення до Blu-ray і DVD-видань стрічки вийшов короткометражний мультфільм «Особлива місія Дага», який зображує події, що відбувалися незадовго до зустрічі пса з Карлом і Расселом. Того ж року в інтернеті з'явився короткометражний мультфільм «Джордж і Ей Джей», що розповідає про те, як медбрати «Темних дубів» намагаються впоратися з наслідками втечі Карла. 1 вересня 2021 року, невдовзі після смерті Еда Аснера, на стримінговому сервісі Disney+ вийшов короткометражний анімаційний мінісеріал «Дні Дага», де Аснер і Боб Пітерсон повернулися до своїх ролей Карла та Дага. У серіалі зображується спільне життя пса та старого після подій мультфільму. 2023 році разом зі «Стихіями» у кінотеатрах відбулася прем'єра короткометражного мультфільму «Побачення Карла», в якому розповідається, як Карл готується до свого першого після смерті Еллі побачення. В ролі режисера та сценариста «Днів Дага» та «Побачення Карла» постав Пітерсон.
Разом із прем'єрою «Вперед і вгору» також вийшла пригодницька відеогра Up, розроблена студією THQ на основі мультфільму. Доступна на багатьох ігрових платформах (Wii, Nintendo DS, Xbox 360, PlayStation 3, PlayStation 2, PSP), а також на Windows і MacOS, вона дозволяє гравцям зіграти за чотирьох головних героїв стрічки: Карла, Рассела, Дага та Кевін. Відеогра Kinect Rush: A Disney–Pixar Adventure 2012 року випуску містить ігрових персонажів із п'яти різних мультфільмів Pixar, зокрема «Вперед і вгору».

## Відзнаки
«Вперед і вгору» удостоївся багатьох різних номінацій і нагород, здебільшого у категорії «Найкращий анімаційний фільм». На церемонії «Оскар» мультфільм номінували на п'ять премій, дві з яких він зрештою виграв. Стрічка стала другим в історії після «Красуні та чудовиська» (1991) повністю анімаційним фільмом, номінованим на «Оскар» як «найкращий фільм року». Також «Вперед і вгору» став третьою поспіль перемогою Pixar в категорії «Найкращий повнометражний анімаційний фільм». До цього студія отримувала відповідну премію за «Рататуй» та «ВОЛЛ-І».
Американський інститут кіно назвав «Вперед і вгору» одним із десяти найкращих фільмів 2009 року. Національна рада кінокритиків США теж внесла стрічку в подібний рейтинг, окрім того визнавши її найкращим анімаційний фільмом 2009 року. Окремо відзначили музичний супровід «Вперед і вгору». Його автор Майкл Джаккіно здобув премію «Ґреммі» за найкращий оригінальний саундтрек і премії «Оскар», «Золотий глобус» і BAFTA за найкращу музику до фільму.
| Премія           | Дата           | Категорія                                             | Результат | Пос.            |
| ---------------- | -------------- | ----------------------------------------------------- | --------- | --------------- |
| «Оскар»          | 7 березня 2010 | Найкращий фільм                                       | Номінація | [ 98 ] [ 101 ]  |
| «Оскар»          | 7 березня 2010 | Найкращий оригінальний сценарій                       | Номінація | [ 98 ] [ 101 ]  |
| «Оскар»          | 7 березня 2010 | Найкращий анімаційний повнометражний фільм            | Перемога  | [ 98 ] [ 101 ]  |
| «Оскар»          | 7 березня 2010 | Найкраща музика до фільму                             | Перемога  | [ 98 ] [ 101 ]  |
| «Оскар»          | 7 березня 2010 | Найкращий монтаж звуку                                | Перемога  | [ 98 ] [ 101 ]  |
| BAFTA            | 21 лютого 2010 | Найкращий анімаційний фільм                           | Перемога  | [ 100 ] [ 102 ] |
| BAFTA            | 21 лютого 2010 | Найкраща музику до фільму                             | Перемога  | [ 100 ] [ 102 ] |
| BAFTA            | 21 лютого 2010 | Найкращий звук                                        | Номінація | [ 100 ] [ 102 ] |
| BAFTA            | 21 лютого 2010 | Найкращий оригінальний сценарій                       | Номінація | [ 100 ] [ 102 ] |
| «Вибір критиків» | 15 січня 2010  | Найкращий фільм                                       | Номінація | [ 103 ] [ 104 ] |
| «Вибір критиків» | 15 січня 2010  | Найкращий оригінальний сценарій                       | Номінація | [ 103 ] [ 104 ] |
| «Вибір критиків» | 15 січня 2010  | Найкращий анімаційний повнометражний фільм            | Перемога  | [ 103 ] [ 104 ] |
| «Вибір критиків» | 15 січня 2010  | Найкраща музика                                       | Перемога  | [ 103 ] [ 104 ] |
| «Золотий глобус» | 17 січня 2010  | Найкращий анімаційний повнометражний фільм            | Перемога  | [ 99 ] [ 105 ]  |
| «Золотий глобус» | 17 січня 2010  | Найкраща музика                                       | Перемога  | [ 99 ] [ 105 ]  |
| «Греммі»         | 31 січня 2010  | Найкращий саундтрек для кіно або телебачення          | Перемога  | [ 97 ]          |
| «Греммі»         | 31 січня 2010  | Найкраща інструментальна композиція                   | Перемога  | [ 97 ]          |
| «Греммі»         | 31 січня 2010  | Найкраще інструментальне аранжування                  | Номінація | [ 97 ]          |
| «Супутник»       | 20 грудня 2009 | Найкращий анімаційний фільм                           | Номінація | [ 106 ]         |
| «Супутник»       | 20 грудня 2009 | Найкращий оригінальний сценарій                       | Номінація | [ 106 ]         |
| «Супутник»       | 20 грудня 2009 | Найкраща музику до фільму                             | Номінація | [ 106 ]         |
| «Енні»           | 6 лютого 2010  | Найкращий повнометражний анімаційний фільм            | Перемога  | [ 107 ] [ 108 ] |
| «Енні»           | 6 лютого 2010  | Найкраща режисура повнометражного фільму              | Перемога  | [ 107 ] [ 108 ] |
| «Енні»           | 6 лютого 2010  | Найкраща анімація персонажів у повнометражному фільмі | Номінація | [ 107 ] [ 108 ] |
| «Енні»           | 6 лютого 2010  | Найкращий дизайн персонажів у повнометражному фільмі  | Номінація | [ 107 ] [ 108 ] |
| «Енні»           | 6 лютого 2010  | Найкраще розкадрування повнометражного фільму         | Номінація | [ 107 ] [ 108 ] |
| «Енні»           | 6 лютого 2010  | Найкраща музика для повнометражного фільму            | Номінація | [ 107 ] [ 108 ] |
| «Енні»           | 6 лютого 2010  | Найкращий сценарій повнометражного фільму             | Номінація | [ 107 ] [ 108 ] |
| «Енні»           | 6 лютого 2010  | Найкращі анімаційні ефекти                            | Номінація | [ 107 ] [ 108 ] |